# Il nostro gioco
Il nostro gioco (ぼくらの?, Bokurano, lett. "Nostro") è un manga seinen di Mohiro Kitō, serializzato mensilmente in Giappone sulla rivista Ikki di Shogakukan dal 25 novembre 2003 al 25 giugno 2009. I capitoli sono stati poi raccolti in undici volumi tankōbon.
È ispirato al manga The Moon (ザ・ムーン?, Za Mūn) di George Akiyama (manga che viene più volte citato, senza mai nominarlo, dagli stessi protagonisti nei vari capitoli della storia). 
In Italia i primi sei volumi dell'opera sono stati pubblicati da Kappa Edizioni nella collana Manga San. Una nuova edizione ad opera di Ishi Publishing viene pubblicata a partire dal 28 maggio 2025.
Il manga è stato adattato in una serie televisiva anime di 24 episodi, trasmessa sulle reti nipponiche nel 2007.

## Trama (anime)

### Inizio
La storia racconta di un gruppo di 15 ragazzi, di diverse classi ma della stessa età (tutti tranne una bambina di 10 anni), che si trovavano durante le vacanze estive in una grotta. Qui fanno la conoscenza di uno stravagante scienziato di nome Kokopelli, che parla loro in di un misterioso "gioco": se i ragazzi vorranno, potranno guidare un enorme robot per difendere la Terra dall'attacco di quindici nemici. I giovani sorridono a sentirne il racconto, e si prestano volentieri all'intrattenimento. Ancora più incredibile è il modo in cui devono prestare giuramento: devono soltanto premere con la mano destra un oggetto (che ricorda un leggio dove si poggiano i testi da leggere in teatro) e pronunciare il proprio nome per intero. Uno dopo l'altro, i ragazzi proseguono la loro presentazione, tutti decisi a partecipare; Yoko Machi, la ragazza che aveva trovato l'ingresso della grotta, è però l'unica che ha qualche dubbio sulla stranezza della situazione, in quanto ha un brutto presentimento, ma viene spinta da Takashi Waku, il più attivo del gruppo, e si decide. Quando è il turno di Kana Ushiro, suo fratello maggiore Jun rifiuta che lo faccia, per via di un vecchio ed ingiustificato rancore; dopo un po' di discussione con il gruppo, Kokopelli accetta che partecipino in 14. Lo strano personaggio li saluta ed i ragazzi vengono come tramortiti, svegliandosi solamente molto più tardi. Tornando alla casa dove sono ospitati durante il corso estivo, si accorgono che un gigantesco robot si presenta davanti a loro e presto tutti (anche Kana, che non aveva siglato il patto) vengono introdotti a bordo, dove Kokopelli mostra loro come combattere. Quando dopo aver battuto l'avversario Kokopelli però scompare, i ragazzi iniziano a sospettare, e poi a capire, che quello che sembrava essere un gioco è in realtà una guerra per decidere le sorti del loro mondo.

### Le regole
Dal secondo appuntamento in poi compare una strana creatura volante con dei poteri magici, Koemushi. Proprio lui spiegherà ai ragazzi le regole, che non verranno subito chiarite, dato che i successivi piloti (il secondo e il terzo, contando quello di prova) combattono e basta in quanto non le conoscono.
- La scelta del pilota è, apparentemente, casuale. Dentro il robot, in una specie di sala comandi, ci sono soltanto quindici sedie disposte in circolo, ognuna associata a un solo pilota. Quando deve essere deciso il pilota, le sedie iniziano a muoversi come se una ruota stesse girando; finito il giro, la sedia posizionata in un punto demarcato decide il protagonista del combattimento (in realtà, si scoprirà poi che è lo stesso Koemushi a decidere l'ordine dei piloti). Gli altri ragazzi durante la sfida si siedono sulle loro sedie come spettatori, potendo commentare ma in nessun modo agire: pochissime volte durante il combattimento i ragazzi scendono dalla sedia.
- Si devono affrontare 15 mostri, anche se dietro ad ogni mostro si nascondono altri 15 combattenti che devono difendere una loro "Terra". È dunque implicata una guerra interdimensionale.
- Dopo ogni sfida contro l'altro robot, il pilota muore anche se esce vincitore, in quanto egli presenta un malore che lo porterà velocemente alla morte (in particolare, il primo dei ragazzi cade da una grande altezza dopo essere stato apparentemente spinto, e per diverso tempo si penserà a un omicidio). Il gigante si muove con l'energia vitale del pilota di turno, dunque se anche chi guida non si dovesse muovere e vincesse la sfida, potrebbe continuare a combattere contro il successivo avversario.
- Se il pilota attuale dovesse rifiutare di combattere per le successive 48 ore, verrà considerato sconfitto e la sua Terra sarà distrutta; se invece ne esce vincitore, è l'altro mondo ad essere completamente disintegrato. In nessun modo si può trasgredire questa regola.
- La sfida si dichiara conclusa alla morte degli altri avversari, più precisamente alla morte del pilota. Ogni squadra di piloti, inclusi i protagonisti, risiede in una particolare costruzione sferica in una qualsiasi posizione all'interno del robot. Se i robot vengono danneggiati durante il combattimento, questi si rigenerano spontaneamente. I ragazzi rimarranno ignari della presenza umana all'interno dei robot nemici per molto tempo, anche se avranno dei sospetti in un'occasione.
- All'ultimo dei piloti rimasti sarà concessa la vita, a patto che segua la creatura con l'intento di ingaggiare altre quindici persone in un'altra dimensione.
- Se muore un pilota prima che egli possa effettuare la sfida, un'altra persona si può aggiungere alla lista con lo stesso procedimento iniziale, ma non avrà alcuna sedia.
- Si può combattere nel proprio mondo oppure su di un'altra Terra, e la scelta appare casuale.

### Il traditore
Durante il susseguirsi degli eventi si osserva che una persona non ha realmente stretto il patto mortale con l'alieno: fra i quindici ragazzi vi è pertanto un traditore, o una persona che si salverà non sapendolo. Inizia così la conta per comprendere chi manca: i ragazzi all'inizio erano 14, a cui si aggiunge Kokopelli, ma viene meno un ragazzo che muore per un incidente e nel conteggio deve essere omesso anche il traditore; mancano dunque due piloti, e resterebbero 13 all'inizio. Si uniscono volentieri due giovani agenti dell'esercito del Giappone, un ragazzo ed una ragazza che siglano il contratto, ma rimangono in piedi durante i combattimenti perché non vi sono le loro sedie. Il ragazzo, Seki, cerca di ribellarsi, perdendo un braccio nel tentativo che gli verrà sostituito con uno artificiale. La ragazza si scopre essere invece la vera madre di Jun (che si pensava morta tempo addietro). Mentre i piloti tornano a essere 15, arriva anche un misterioso personaggio, che sembra in qualche modo legato ad uno dei piloti che chiama "Kiddo", e molto amico della donna nuova entrata. Nel frattempo si scopre chi non aveva in realtà stretto il patto: Machi, che in realtà è la sorella del mostro che comanda il gioco (Koemushi).

### Il complotto
Intanto il conto di nuovo sembra perdersi: mentre Yosuke Kirie consegue due combattimenti di fila (visto che il primo si suicida e Yosuke può continuare il combattimento successivo), Tanaka, una delle nuove reclute, viene uccisa da dei personaggi misteriosi che uccidono anche il padre di una dei piloti. Prima di morire, l'ufficiale consegna una pistola al suo amico a cui gli affiderà il compito di consegnarla a suo figlio Jun. Il complotto sembra estendersi, perché anche la madre di Kanji Yoshikawa, una scienziata, tradisce la fiducia di suo figlio e degli altri: a lei importano solo i dati che riesce a raccogliere dal robot, tanto che lo stesso figlio chiede al famoso uomo della Yakuza il favore di uccidere la donna. Inizialmente quest'ultimo accetta, ma alla fine decide di ritirarsi dalla carriera.

### Gli ultimi piloti
Grazie anche a Seki, Yoko Machi decide di raccontare la loro storia.
In un'altra Terra, anni fa, un professore aveva permesso a 15 ragazzi di partecipare a un gioco consistente nel comandare un robot per sconfiggere 15 nemici. Yoko, che allora era bambina, voleva partecipare, e alla fine fu scelta come 16° pilota di riserva. Ma il piccolo mostro precedente (di colore grigio scuro simile al marrone a differenza dell'attuale bianco) aveva spiegato che a ogni battaglia il pilota corrente sarebbe morto. Prima della battaglia finale, lo stesso mostriciattolo aveva annunciato che sarebbe stata la capoclasse a sopravvivere assieme a Yoko, mentre Koemushi sarebbe morto; ma dopo che quest'ultimo aveva pianto, il mostriciattolo gli permise di risparmiare anche a lui la vita con una ricompensa speciale, a patto che vincesse l'ultima battaglia. Dopo la vittoria, il mostro mantenne la promessa, solo che Koemushi avrebbe preso il suo posto, e anzi sarebbe stato anche più perverso e malvagio del precedente. Poco dopo, Yoko, Koemushi e la capoclasse andarono in un'altra Terra, dove la capoclasse dovette per forza dire addio a Yoko. A quel punto, Yoko e Koemushi andarono in diversi pianeti, in ognuno dei quali scelsero diversi 15 piloti. Alla fine, Yoko finì in una scuola di ricerche e applicazioni pratiche, e incontrò Kokopelli, lo stesso uomo che aveva fatto firmare il contratto a quelli attuali. Nella sala espositiva, Yoko aveva posto il leggio del contratto, a cui firmarono tutti i ragazzi di quella Terra, compresa Yuu, la figlia del maestro Kokopelli diventata la migliore amica di Yoko. Anche qui, tutti capirono che erano capitati in qualcosa di terribile, finché Kokopelli decise di voler firmare il contratto, in cambio di far lasciare andare i ragazzi; ma Koemushi rifiutò, costringendolo a scegliere chi salvare in cambio della propria vita, e alla fine Kokopelli scelse Yoko. Nel tentativo di salvare più vite possibili, compresa la propria figlioletta, Kokopelli cercò persino l'aiuto di un politico, ma fu braccato dalle sue guardie del corpo. Distrutto, Kokopelli decise di voler combattere ma anche di voler vivere, pur conscio della sorte che spetta a chi combatte; nonostante un iniziale rifiuto, Koemushi venne convinto da Yoko, che disse che Kokopelli avrebbe trovato altri 15 piloti su un'altra Terra per poi concludere lo scontro finale. Yoko e Kokopelli andarono così sulla Terra attuale, ma al ritorno di Kokopelli, Koemushi, arrabbiatosi poiché costui aveva fatto siglare il patto a soli 14 piloti, fece scegliere Yuu come prossimo pilota, e prima della battaglia fece pure venire la madre per farle vedere morire la figlioletta. Alla vittoria di Yuu e alla sua successiva morte, la madre decise di volersi uccidere con il marito Kokopelli, ma Koemushi salvò entrambi teletrasportandoli. Capendo così di essere solo una pedina del gioco, Kokopelli fu poi teletrasportato dai ragazzi a cui fece siglare il patto per insegnare loro come pilotare il gigantesco robot nero, per poi sparire, rifacendo ritorno al suo mondo.
Giunti a questo punto, Yoko decide di allearsi con i rimanenti piloti. Koemushi li richiama per l'ennesima volta e annuncia che ha deciso che sarà Jun Ushiro a salvarsi: deve soltanto convincere la sorellina a poggiare la mano sul leggio che sigla l'accordo e morirà lei al suo posto; il ragazzo però rifiuta, e viene così torturato dai poteri telecinetici del mostro. Ad un certo punto, egli sembra tirare fuori la pistola che gli aveva dato la madre, ma Koemushi lo intuisce e lo desiste a farlo, ricordandogli che l'ultimo uomo che ci aveva provato aveva perso metà braccio prima che riuscisse a sparargli. Jun stava però facendo finta, mentre Yoko tira fuori una pistola vera e spara fino a consumare il caricatore, uccidendo il fratello. Dopo la vittoria e la morte di Yoko, che riesce a redimersi, l'ultimo e successivo duello vedrà Jun Ushiro trionfare in uno scontro che durerà 30 ore.

## Personaggi

### Principali
- Kokoperi (ココペリ?, Kokoperi), il primo pilota che mostra agli altri come si guida il robot. È adulto e ha dei capelli argentati. Si scoprirà in seguito che egli era un alleato (forzato) del mostro ed è anche lui proveniente da un'altra Terra. Durante una gara precedente dove era coinvolta sua figlia decise di intervenire come pilota cercando di salvarla, ma avendo troppo timore di morire cercò di ingannare l'essere e di salvare sia lui che sua figlia; infuriato, l'alieno condannò la ragazza alla morte. Il suo nome è lo stesso dell'omonima divinità nordamericana. È doppiato da Hiroki Tōchi.

- Waku Takashi (和久 隆?, Takashi Waku), Waku (ワク?) il secondo pilota. Ha i capelli corti e mori, ed è amante del gioco del calcio, tanto che in passato portò la squadra della sua scuola a vincere il torneo scolastico, anche se suo padre non era presente a causa del troppo lavoro. È di carattere allegro, e per sfogarsi urla a squarciagola.[4] Dopo il combattimento, Waku vorrà uscire dal robot insieme ai suoi amici, ma qui viene apparentemente spinto da Jun con una spallata in fondo al mare; si chiarirà invece che egli era morto a causa del malore proprio in quell'attimo. È doppiato da Daisuke Sakaguchi.

- Masaru Kodaka (小高 勝?, Kodaka Masaru), Kodama (コダマ?), il terzo pilota. È un ragazzo di piccola statura coi capelli biondi a caschetto e porta degli occhiali finti, cosa in cui egli stesso crede che lo rendano più bello. Egli crede fermamente che soltanto i forti debbano vincere: secondo il suo modo di pensare esistono solo due tipi di persone, vale a dire i perdenti e i vincenti, e suo padre, che per lui è un esempio da seguire, fa parte della seconda categoria. Durante il suo combattimento a differenza dell'avversario non presta alcuna attenzione ai cittadini,[5] ma durante il combattimento sarà artefice della morte di suo padre a causa della caduta per via del nemico, contro cui sfogherà la sua rabbia. Finita la battaglia, si alzerà dalla sedia in preda a uno stato confusionale, e dopo aver pronunciato parole di memoria a suo padre, cadrà a terra come se fosse in preda ad una sincope, ma risulterà invece morto. Sarà quindi il primo che manifesterà pubblicamente il malore. È doppiato da Sōichiro Hoshi.

- Isao Kako (加古 功?, Kako Isao), Kako (カコ?), è il quarto pilota, eppure non combatterà. Ha dei capelli corti e biondi, e cerca di farsi voler bene dalla gente senza riuscirci. Sua sorella lo odia e la madre non ha una grande considerazione di lui. Non ha molti amici fatta eccezione di Yosuke Kirie, anche se ha un carattere timoroso che lo fa arrabbiare oltre misura, e non di rado il fatto che il ragazzo obeso abbia un'indole rinunciataria farà arrabbiare Isao. Egli è allegro e sorridente con tutti, soprattutto con Chizuru Honda, di cui è segretamente innamorato, in tutti i modi cerca di attirare l'attenzione della ragazza di riuscire ad avere un appuntamento con lei senza mai riuscirci, visto che alla ragazza sembra proprio non importare di lui. Chizuru, il giorno della battaglia, va a trovare Isao all'acquario, e scopre che il ragazzo scelto come pilota non trova alcun motivo per cui dovrebbe salire e difendere una terra che lo odia, e prima di morire (senza sapere ciò che avverrà), decide di usare violenza alla ragazza, cercando di violentarla, e invece lei spingerà Isao giù per le scale, apparentemente uccidendolo, mentre ad ucciderlo veramente sarà il terremoto che coinvolgerà l'acquario, e proprio per questo sarà l'unico fra i 15 ragazzi a non pilotare il robot. È doppiato da Yoshinori Fujita.

- Chizuru Honda (本田 千鶴?, Honda Chizuru), Chizu (チズ?), il vero quarto pilota e prima pilota femminile. Ha i capelli mori e lunghi. Innamorata del suo professore anche se ha soltanto 13 anni, lui inizialmente sembra stringere una profonda amicizia con lei, ma in seguito, dopo il licenziamento dalla scuola dove lavorava, decide di portarla a casa sua. Una volta giunti nel suo appartamento, l'uomo, affermando di amare Chizuru, la seduce. Ma il giorno dopo Chizuru scopre che l'uomo aveva fotografato l'incontro e messo in circolazione foto dei momenti intimi sul web. Inoltre Honda scopre che il professore stava corteggiando anche sua sorella, di molti anni più grande di lei e vede la donna entrare nella casa. Corteggiata da Isao a cui non presta attenzione, trattandolo male in continuazione finirà con l'ucciderlo indirettamente (in realtà sarà il terremoto ad ucciderlo) e sentendosi in colpa una volta salita ai comandi del robot decide di vendicarsi del professore, ma alla fine anche per via della sorella che interferirà, decide di risparmiarlo. Alla sua morte, avvenuta logicamente dopo la vittoria nello scontro, morirà anche suo figlio, e si viene infatti a sapere che la ragazza era incinta. È doppiata da Ao Takahashi.

- Daiichi Yamura (矢村 大一?, Yamura Daiichi), Daichi (ダイチ?), il quinto pilota. Ha la carnagione bruna e i capelli mori rasati, e ama la sua famiglia. Suo padre era fuggito diversi anni prima senza dire nulla ai suoi quattro figli, mentre la madre era morta, così Daiichi quindi funse da genitore al suo piccolo fratello e alle due sorelle. Quando comprende che dovrà morire porta prima i ragazzi dallo zio e poi vicino a loro dice che deve andarsene e che tornerà presto, proprio come fece suo padre. Lo scontro in cui vincerà si svolgerà vicino al parco giochi dove doveva andare con i fratelli, ma per fortuna il parco giochi non subirà alcun danno. È doppiato da Tomokazu Sugita.

- Mako Nakarai (半井 摩子?, Nakarai Mako), Nakama (ナカマ?), il sesto pilota. Ha i capelli e gli occhi scuri, è figlia di una ex prostituta che ora lavora come hostess nei locali. Vive con l'incubo delle voci sul conto della madre, quando scopre dal capo del posto in cui lavora la madre che le voci su di lei sono vere, almeno in passato, arriva a pensare di vendere il proprio corpo, probabilmente come riscatto nei confronti nella madre per averle sempre dato tutto mettendola sempre al primo posto, perciò chiederà a lui di procurargli un cliente per procurarsi da sola i soldi che le servono per cucire delle uniformi per i piloti del robot. Alla fine non si prostituirà, l'incontro con il cliente sarà combinato con un vecchio conoscente della madre la quale la porterà nel posto in cui lavora la donna, e la ragazza, prima di combattere e quindi di morire, capirà che in molti vogliono bene a sua madre. Come brava sarta, il giorno della sua battaglia porterà 4 uniformi che è riuscita a completare donando le rimanenti 3 ai suoi amici. È doppiata da Yuka Iguchi.

- Kunihiko Moji (門司 邦彦?, Moji Kunihiko), Moji (モジ?), il settimo pilota. Orfano vive in un istituto assieme ad altri ragazzi, ha i capelli corti e biondi, è un ragazzo dalle grandi abilità deduttive; ha due amici con cui è cresciuto nell'istituto da sempre: una ragazza, di cui è innamorato ma non è corrisposto, ed un ragazzo malato di cuore, di cui in realtà Moji, pur essendo suo amico si sente sollevato che si sia malato quest'ultimo invece che la ragazza, arrivando a considerarsi da solo un grande ipocrita. Scopre per capriccio, anche se non si aspettava risultati positivi, che il suo cuore è perfettamente compatibile con quello dell'amico, e quindi decide, una volta finito il suo duello, di donare il proprio cuore al ragazzo. Durante il suo duello capisce che all'interno del robot avversario ci sono delle persone proprio come da loro. Finito il duello prima di farsi teletrasportare in ospedale per il trapianto lascia questa frase ai suoi compagni "...Il nemico non è solo un robot, ha un cuore, proprio come noi." Venendo poi teletrasportato senza lasciare spiegazioni riguardo a quella frase. È doppiato da Kouki Miyata.

- Maki Ano (阿野 万記?, Ano Maki),Maki (マキ?), l'ottavo pilota. Ragazza adottata. Ha i capelli corti e neri; suo padre è un appassionato di manga e anime, un otaku che ha comprato anche un modellino del robot che i ragazzi guidano, la madre è incinta e la ragazza vorrebbe tanto abbracciare il fratellino che dovrebbe nascere a breve. Anche lei in battaglia viene trasferita in un altro mondo ma sarà la prima volta in cui lo capiranno, mentre sta per finire l'avversario, si accorge che potrebbe esserci della vita dentro al robot. Ella, infatti, ne estrae il "cuore", ma invece di distruggerlo subito, lo apre e scopre che sono rimasti solo 5 piloti. Alla fine Maki distrugge il "cuore", ma poi tutti scoprono che il pianeta sta per scomparire. Una volta che quell'universo è scomparso, i piloti rimasti ritornano nel proprio universo. Maki, poi, vede due stelle (che rappresentano i suoi genitori), e poi una terza (il fratellino è nato), con i poteri del robot riuscirà a vedere il suo fratellino appena nato tra le braccia dei genitori. Alla fine Maki muore dondolandosi nella sua sedia a dondolo pensando al bambino appena nato. È doppiata da Kumiko Higa.

- Yosuke Kirie (切江 洋介?, Kirie Yōsuke), Kirie (キリエ?) il nono pilota. Ha i capelli riccioluti e mori; impassibile, paffuto, maltrattato dal suo amico Isao, nessuno sembra prenderlo in considerazione. Suo padre aveva lasciato la madre per un'altra ragazza, la donna in seguito dovendo affrontare anche il licenziamento dal posto di lavoro, non reggendo più a tutto ciò cerca di uccidersi, e invece, per fortuna in ospedale riescono a salvarla, in quel momento arriva il padre e sembra che i due abbiano fatto pace. Rimane il problema di come riuscire a trovare un lavoro per la donna, ma grazie alle conoscenze del misterioso individuo della yakuza amico di Misumi Tanaka riesce a trovare subito un impiego in un ristorante. Durante il suo scontro il suo avversario commette suicidio, cosicché Kirie non deve nemmeno muovere il robot, e quindi senza consumare propria energia vitale: sarà l'unico caso in cui un pilota combatterà due volte di seguito. Nel secondo combattimento Kirie mostra le sue eccellenti abilità nascoste, sconfiggendo rapidamente l'avversario; infine smaschera il traditore che aveva commesso troppe leggerezze. Il traditore, o meglio la traditrice, era Yoko Machi, visto che non solo non aveva siglato il contratto, ma aveva anche indicato la caverna dove si svolgeva l'iscrizione a quel gioco. È doppiato da Shintarō Asanuma.

- Aiko Tokosumi (往住 愛子?, Tokosumi Aiko), Anko (アンコ?), il decimo pilota. Ha i capelli biondi e mossi; è una ragazza solare e allegra figlia di un famoso giornalista che sarà più avanti oggetto di uno scandalo poiché tradirà la moglie con una modella, ma la ragazza lo farà ragionare e tornerà dalla propria moglie senza interessarsi della stampa o delle conseguenze. Sarà lei a picchiare Machi una volta scoperta. Si innamora di Kanji e sembra essere ricambiata, tanto che morirà fra le sue braccia. È doppiata da Yui Makino.

- Takami Komoda (古茂田 孝美?, Komoda Takami), Komo (コモ?), l'undicesimo pilota. Ha i capelli mori e lunghi; suo padre stimato politico verrà ucciso durante una lotta politica non che economica che intercorre durante la serie poiché voleva divulgare al mondo intero la verità dietro al gigante nero ed ai suoi piloti, cosa che i magnati delle industrie che intendevano sfruttare in qualche modo la tecnologia del robot nero non potevano permettere. Komo inizialmente come tutti non vorrebbe partecipare alle battaglie ma alla fine, combatterà come gli altri non venendo meno al suo dovere. Nel mondo in cui verrà trasportata per lo scontro, cadrà in una gigantesca trappola creata dagli abitanti di la per favorire il robot a difesa di quel mondo, ma riuscirà a liberarsi, salvandosi e sconfiggendo il robot avversario. È doppiata da Mamiko Noto.

- Kanji Yoshikawa (吉川 寛治?, Yoshikawa Kanji),Kanji (カンジ?), il dodicesimo pilota, un ragazzo dal carattere emblematico, figlio della donna a capo del centro di ricerca incaricato di studiare il robot nero. Sua madre sarà anche colei che passava le informazioni ai magnati delle industrie e sarà anche collegata alla morte del padre di Komo che voleva far sapere la verità al mondo. Per Kanji sarà difficile trovare un motivo per difendere la Terra ora che sembra aver perso tutto ciò di cui gli importava, troverà un motivo in sua madre che anche se aveva tradito la sua fiducia rimane comunque colei che lo ha cresciuto, e spera che con i dati di questo combattimento lei possa raccogliere altre informazioni per salvare i piloti rimasti trovando un modo per liberarli dal contratto. Kanji è un amico di infanzia di Jun, e sarà lui a trovare un riparo per lui e sua sorella quando scapparono di casa. Una volta che sconfigge il robot di turno, il computer della madre sul quale aveva riprodotto il programma che usano i robot giganti, permette a questo avversario ormai sconfitto di continuare a combattere a dispetto della morte dei piloti che lo guidavano (assorbendo l'energia elettrica della città stessa), anche se la madre di Kanji cerca di disattivarlo in qualche modo non le è possibile fermare il programma, Kanji anche se esausto riuscirà a sconfiggerlo. È doppiato da Kenji Nojima.

- Yoko Machi (町 洋子?, Machi Yōko), Machi (マチ?), il tredicesimo pilota, all'inizio sembra essere l'unica ad aver compreso la pericolosità del gioco in seguito si comprende che in realtà è la sorella di Koemushi e che proviene da un altro mondo parallelo. Prima di ora non aveva partecipato a nessuna gara, e il suo lavoro era semplicemente di infiltrata che aiutava a convincere il nuovo gruppo; si ignora da quanto tempo stesse continuando tale lavoro iniziato quand'era ancora bambina. Turbata dalle continue morti, e soprattutto dalla figlia di Kokopelli a cui sembrava essere molto legata, inizierà a nutrire rancore contro il fratello. Sarà proprio lei a porre fine alla sua tirannia e per espiare alle sue colpe decide di essere il prossimo pilota. È doppiata da Yūko Sanpei.

- Jun Ushiro (宇白 順?, Ushiro Jun), Ushiro (ウシロ?) è il quattordicesimo e ultimo pilota. Ha i capelli mori e corti e porta gli occhiali; inizialmente taciturno, lo vediamo maltrattare la sorella Kana, cosicché tutti lo detestano per il suo carattere. Andando avanti nella storia si comprende il motivo per cui odia la sorella, visto che Jun darebbe a lei la colpa della morte della madre, ma si scopre in realtà che lei è ancora in vita e che la donna che ha visto morire in realtà è sua zia, e Kana quindi è sua cugina. Sarà l'ultimo pilota rimasto a combattere e la sua sfida durerà più di tutte le altre, 30 ore. È doppiato da Junko Minagawa.

### Altri
- Kana Ushiro: è la sorella di Jun Ushiro, l'ultimo pilota, e in seguito si scopre che in realtà è sua cugina. Pur non avendo stipulato il contratto, seguirà i 15 ragazzi in ogni battaglia fino alla fine, fatta eccezione per la battaglia di Jun dove deciderà di combattere da solo senza né lei, né Seki. Inoltre è la più giovane del gruppo, avendo 10 anni. È doppiata da Kana Asumi.
- Masamitsu Seki: è un ufficiale dell'esercito che lavora con Misumi. Gli verrà amputato mezzo braccio da parte di Koemushi quando prova a puntargli una pistola contro. In seguito si offrirà volontario nello stipulare il contratto per diventare uno dei piloti del robot nero andando a sostituire uno dei posti vacanti, anche se non combatterà mai. È doppiato da Shinji Kawada.
- Misumi Tanaka: è la vera madre di Jun; sposatasi giovane a 16 anni dando subito dopo alla luce Jun, quest'ultimo l'aveva creduta morta tempo addietro. Lasciò il figlio agli zii a causa di problemi riguardanti la yakuza di cui suo marito, il padre di Jun, faceva parte. Anche lei si offre volontaria come pilota per sostituire uno dei posti vacanti, ma verrà uccisa assieme al padre di Komo dai sicari inviati ad ucciderlo. È doppiata da Naomi Shindō.
- Koemushi: un tempo pilota e fratello maggiore di Machi, grazie alla sua codardia e alla sua paura di morire viene eletto nuova guida, perdendo il suo vecchio aspetto e diventando un essere dotato di poteri telecinetici. Nella sua forma umana passata egli aveva i capelli mori a caschetto, mentre attualmente è un mostriciattolo di colore bianco. È doppiato da Akira Ishida.

## Media

### Manga
Il nostro gioco è scritto è disegnato da Mohiro Kitō. Il manga è stato serializzato mensilmente in Giappone da Shogakukan sulla rivista Ikki dal 25 novembre 2003 al 25 giugno 2009. I capitoli sono stati poi raccolti in undici volumi tankōbon pubblicati dal 30 giugno 2004 al 26 dicembre 2009. Il 30 gennaio 2008 è stata pubblicata da Shogakukan una guida della serie, Bokurano Official Book (ぼくらの, BOKURANO OFFICIAL BOOK?).
In Italia i primi sei volumi dell'opera sono stati pubblicati da Kappa Edizioni nella collana Manga San tra il 2006 e il 2010. Nel dicembre 2024 è stata annunciata una nuova edizione, edita da Ishi Publishing, composta da 5 volumi kanzenban con una nuova traduzione, pagine a colori e materiali extra la cui pubblicazione è iniziata il 28 maggio 2025.
La serie è stata distribuita anche negli Stati Uniti da Viz Media, in Francia da Asuka, in Corea del Sud da Daewon C.I. e a Taiwan da Ever Glory Publishing.

#### Volumi
| Nº | Data di prima pubblicazione | Data di prima pubblicazione                                                 | Data di prima pubblicazione                                        | Data di prima pubblicazione |
| Nº | Giapponese                  | Giapponese                                                                  | Italiano                                                           | Italiano |
| -- | --------------------------- | --------------------------------------------------------------------------- | ------------------------------------------------------------------ | --- |
| 1  | 30 giugno 2004              | ISBN 4-09-188502-0                                                          | 2 agosto 2006 (Kappa Edizioni) 28 maggio 2025 (Ishi Publishing)    | ISBN 88-7471-132-8 (Kappa Edizioni) ISBN 979-12-81316-89-8 (Ishi Publishing, ed. regolare) ISBN 979-12-81316-90-4 (Ishi Publishing, ed. Variant)     |
| 2  | 24 dicembre 2004            | ISBN 4-09-188503-9                                                          | 20 gennaio 2007 (Kappa Edizioni) 28 maggio 2025 (Ishi Publishing)  | ISBN 978-88-7471-145-1 (Kappa Edizioni) ISBN 979-12-81316-89-8 (Ishi Publishing, ed. regolare) ISBN 979-12-81316-90-4 (Ishi Publishing, ed. Variant) |
| 3  | 30 giugno 2005              | ISBN 4-09-188504-7                                                          | 29 marzo 2007 (Kappa Edizioni) 7 agosto 2025 (Ishi Publishing)     | ISBN 978-88-7471-150-5 (Kappa Edizioni) ISBN 979-12-81316-92-8 (Ishi Publishing)                                                                     |
| 4  | 26 dicembre 2005            | ISBN 4-09-188306-0                                                          | 28 settembre 2007 (Kappa Edizioni) 7 agosto 2025 (Ishi Publishing) | ISBN 978-88-7471-168-0 (Kappa Edizioni) ISBN 979-12-81316-92-8 (Ishi Publishing)                                                                     |
| 5  | 30 giugno 2006              | ISBN 4-09-188323-0                                                          | 21 marzo 2010                                                      | ISBN 978-88-7471-229-8 |
| 6  | 26 dicembre 2006            | ISBN 4-09-188349-4                                                          | 13 giugno 2010                                                     | ISBN 978-88-7471-239-7 |
| 7  | 30 luglio 2007              | ISBN 978-4-09-188372-8                                                      | —                                                                  | — |
| 8  | 30 gennaio 2008             | ISBN 978-4-09-188389-6                                                      | —                                                                  | — |
| 9  | 30 settembre 2008           | ISBN 978-4-09-188425-1                                                      | —                                                                  | — |
| 10 | 30 gennaio 2009             | ISBN 978-4-09-188435-0                                                      | —                                                                  | — |
| 11 | 26 dicembre 2009            | ISBN 978-4-09-188490-9 (ed. regolare) ISBN 978-4-09-159067-1 (ed. limitata) | —                                                                  | — |

### Light novel
Il manga è stato adattato come una serie di light novel dal titolo Bokurano: Alternative (ぼくらの〜alternative〜?, Bokura no Orutanatibu). Cinque volumi scritti da Renji Ōki con illustrazioni di Mohiro Kitoh sono stati pubblicati da Shogakukan dal 24 maggio 2007 al 18 giugno 2008. Questa serie ha una trama diversa e include nuovi personaggi accanto a quelli del manga.
| 1 | 24 maggio 2007 | ISBN 978-4-09-451008-9 |
| 1 | Capitoli (traduzioni letterali dei titoli) - 1. "L'insegnante" (≪教師≫?, Kyōshi) - 2. Kozue (コズエ?) - 3. Kako (カコ?) - 4. Tsubasa (ツバサ?) - Commento (Mohiro Kitō) |                        |
| 2 | 18 luglio 2007 | ISBN 978-4-09-451020-1 |
| 2 | Capitoli (traduzioni letterali dei titoli) - 5. Waku (ワク?) - 6. Chizu (チズ?) - 7. Kirie (キリエ?)                                                                    |                        |
| 3 | 19 settembre 2007 | ISBN 978-4-09-451026-3 |
| 3 | Capitoli (traduzioni letterali dei titoli) - 8. Kodama (コダマ?) - 9. Mako (マコ?) - 10. Anko (アンコ?)                                                                 |                        |
| 4 | 18 dicembre 2007 | ISBN 978-4-09-451041-6 |
| 4 | Capitoli (traduzioni letterali dei titoli) - 11. Komo – Kana (1) (コモ・カナ （1）?) - 12. Komo – Kana (2) (コモ・カナ （2）?) - 13. Maria (マリア?)                    |                        |
| 5 | 18 giugno 2008 | ISBN 978-4-09-451075-1 |
| 5 | Capitoli (traduzioni letterali dei titoli) - 14. Kanji (カンジ?) - 15. Miku (ミク?) - Epilogo Ushiro (ウシロ?) - Intervista incrociata: Mohiro Kitoh × Renji Ōki        |                        |

### Anime
Una serie televisiva anime tratta dal manga è stata prodotta dallo studio Gonzo e diretta da Hiroyuki Morita. La serie, di 24 episodi, è stata trasmessa dall'8 aprile al 25 settembre 2007 sulle reti televisive Tokyo MX e TV Aichi, oltre che su altre emittenti. Gli episodi sono stati pubblicati in Giappone in otto DVD tra il 25 luglio 2007 e il 26 marzo 2008. La colonna sonora dell'anime è stata composta da Yūji Nomi. La sigla iniziale è Uninstall (アンインストール?, Aninsutōru) di Chiaki Ishikawa; le sigle finali sono Little Bird di Chiaki Ishikawa (ep. 1-12) e Vermillion di Chiaki Ishikawa (ep. 13-24). Poiché il regista non era rimasto soddisfatto dallo svolgimento del manga e dalle frequenti morti dei personaggi, chiese il permesso a Kitō di poter operare dei cambiamenti nel trasporre la vicenda, ottenendone l'approvazione.

#### Episodi
| Nº   | Titolo italiano (traduzione letterale) Giapponese 「Kanji」 - Rōmaji | In onda           | In onda |
| Nº   | Titolo italiano (traduzione letterale) Giapponese 「Kanji」 - Rōmaji | [ 50 ]            |         |
| 1    | Game 「ゲーム」 - Gēmu                                               | 8 aprile 2007     |         |
| 2    | Zearth 「ジアース」 - Jiāsu                                          | 15 aprile 2007    |         |
| 3    | Segreto 「秘密」 - Himitsu                                           | 22 aprile 2007    |         |
| 4    | Forza 「強さ」 - Tsuyosa                                             | 29 aprile 2007    |         |
| 5    | Debolezza 「弱さ」 - Yowasa                                          | 6 maggio 2007     |         |
| 6    | Lussuria 「情欲」 - Jōyoku                                           | 13 maggio 2007    |         |
| 7    | Cicatrici 「傷」 - Kizu                                              | 20 maggio 2007    |         |
| 8    | Vendetta 「復讐」 - Fukushū                                          | 27 maggio 2007    |         |
| 9    | Famiglia 「家族」 - Kazoku                                           | 5 giugno 2007     |         |
| 10   | Amici 「仲間」 - Nakama                                              | 14 giugno 2007    |         |
| 11   | Vita 「命」 - Inochi                                                 | 23 giugno 2007    |         |
| 12   | Legami di sangue 「血のつながり」 - Chi no tsunagari                 | 2 luglio 2007     |         |
| 13   | Terra 「地球」 - Chikyū                                              | 11 luglio 2007    |         |
| 14   | Esitazione 「迷い」 - Mayoi                                          | 20 luglio 2007    |         |
| 15   | Autodistruzione 「自滅」 - Jimetsu                                   | 29 luglio 2007    |         |
| 15.5 | Ricordi 「追想」 - Tsuisō                                            | 7 agosto 2007     |         |
| 15.5 | Riepilogo dei primi quindici episodi.                                |                   |         |
| 16   | Vera identità 「正体」 - Shōtai                                      | 16 agosto 2007    |         |
| 17   | Affetto 「情愛」 - Jōai                                              | 25 agosto 2007    |         |
| 18   | Realtà 「現実」 - Genjitsu                                           | 3 settembre 2007  |         |
| 19   | Madre 「母」 - Haha                                                  | 12 settembre 2007 |         |
| 20   | Destino 「宿命」 - Shukumei                                          | 21 settembre 2007 |         |
| 21   | Verità 「真相」 - Shinsō                                             | 30 settembre 2007 |         |
| 22   | Distanza 「道程」 - Michinori                                        | 9 ottobre 2007    |         |
| 23   | Paesaggio innevato 「雪景色」 - Yukigeshiki                          | 18 ottobre 2007   |         |
| 24   | Storia 「物語」 - Monogatari                                         | 27 ottobre 2007   |         |

### Live-action
Nel maggio 2019 è stato rivelato che Hyde Park Entertainment sta sviluppando un adattamento live-action del manga. Charlie Craig sarà showrunner e produttore esecutivo. Ashok Amritraj sarà produttore esecutivo, insieme a Golenberg. Addison Mehr e Priya Amritraj saranno co-produttori esecutivi per Hyde Park.

## Accoglienza
Il nostro gioco è stato premiato con l'Excellence Award nella divisione Manga al 14° Japan Media Arts Festival nel 2010. Nel novembre 2009, il manga aveva superato il milione di copie in circolazione.